# Chiton canaliculatus
Chiton canaliculatus är en blötdjursart som beskrevs av Jean René Constant Quoy och Joseph Paul Gaimard 1835. Chiton canaliculatus ingår i släktet Chiton och familjen Chitonidae. Inga underarter finns listade i Catalogue of Life.